# Barrio de Guadalupe, Querétaro Arteaga
Barrio de Guadalupe är en ort i Mexiko.   Den ligger i kommunen Cadereyta de Montes och delstaten Querétaro Arteaga, i den centrala delen av landet, 160 km norr om huvudstaden Mexico City. Barrio de Guadalupe ligger 2 146 meter över havet och antalet invånare är 375.
Terrängen runt Barrio de Guadalupe är huvudsakligen kuperad, men österut är den bergig. Runt Barrio de Guadalupe är det ganska glesbefolkat, med 38 invånare per kvadratkilometer. Närmaste större samhälle är Cadereyta de Montes, 15,7 km sydväst om Barrio de Guadalupe. Trakten runt Barrio de Guadalupe består i huvudsak av gräsmarker.